# Metro de Hangzhou
El metro de Hangzhou (en xinès: 杭州地铁) és un sistema de metro que comunica la ciutat de Hangzhou en República popular de la Xina, capital de la província de Zhejiang situada a 190 al sud-oest de Shanghai. La xarxa ha estat inaugurat amb l'obertura de la línia 1 el 24 novembre 2012 de 24 novembre 2012 de 24 novembre 2012, és actualment en ple desenvolupament. Al gener 2021, la xarxa totalitza 306,6 quilòmetres de vies, i comporta set línies en servei, les línies 1, 2, 4, 5, 6, 7 i 16. Hangzhou és la 17a ciutat a la Xina a dotar-se d'un sistema de metro.
El desembre de 2016, el Consell d'Estat va aprovar la construcció de 10 línies, incloses les extensions de les línies existents, gran part de les quals s'haurien d'inaugurar per als Jocs Asiàtics de 2022 que se celebraran a Hangzhou. En aquest terme, la xarxa hauria d'arribar a una longitud d'uns 516 km.

## Història
El projecte per desenvolupar un sistema de metro a Hangzhou es remunta als anys 90. La seva construcció estava prevista inicialment per començar el 2003, però el Consell d'Estat va interrompre les obres a causa d'un augment significatiu dels costos. El consell aprova finalment la construcció i explotació d'un sistema de metro per Hangzhou Subway Group Co. Ltd el 5 de juny de 2005. La construcció de la primera fase de la línia 1 de la xarxa comença al final del març de 2007. El 15 de novembre de 2008 es va produir un important enfonsament a les obres. El gener del 2009, MTR Corporation, l'empresa gestora del metro de Hong Kong, va anunciar la creació d'una empresa conjunta 22 mil milions d'iuans (uns 2 mil milions d'euros) per valor del 49 % en col·laboració amb el govern de Hangzhou per al subministrament d'equips elèctrics, material mòbil i gestió operativa de la línia 1 de metro durant un període de 25 anys. El juny de 2017 els mateixos socis signen una segona col·laboració pública / privada per a la construcció i la gestió operativa de la línia 5. L'import de la inversió és de 9 mil milions d'iuans, el 60% dels quals els proporciona préstecs bancaris. La línia té 56,21 km i té 40 estacions. Es va obrir el 2019 i es va ampliar el 2020.
Durant el 2019 les diferents etapes del llançament de la construcció del metro són les següents (la data és la de les autoritats centrals):
- juny 2005: construcció de les línies 1 i 2 fase 1 (longitud total 84 km) previstes entre 2005 i 2010
- Juny de 2013: construcció de les línies 1 i 2 fase 2, línia 4, línia 5, línia 6 fase 2 (106,6 km) prevista entre 2013 i 2019
- Desembre 2016: construcció de la línia 1 fase 3, línia 3 fase 1, línia 4 fase 2, línia 6 fase 2, línies 7, 8, 9 i 10 (196,1 km) previstes entre el 2017 i el 2022.

La línia 1 es va inaugurar el 24 de novembre de 2012, la línia 2, el 24 de novembre de 2014, línia 4, el 2 de febrer de 2015, la línia 5 es va obrir el 24 de juny de 2019 i es va estendre el 23 d'abril de 2020, així com la línia 16. La línia 6 va començar a funcionar el 30 de desembre de 2020, així com la línia 7 i la fase 1 de la fase 3.

## Xarxa operativa
Des de febrer de 2021 la xarxa inclou set línies operatives (línies 1, 2, 4, 5, 6, 7 i 16) que sumen 306,6 km i comprenen 167 estacions. A més, dues línies ferroviàries interurbanes: la línia Hanglin (ara línia 16, 35,12 km) i la línia Hangfu (ara línia 6, 23,35 km) estan connectades a la xarxa de metro de la ciutat. Dos operadors gestionen la xarxa: Hangzhou Metro Group per a la línia 2, línia 4, línia 6, línia 7, línia 16 i MTR Corporation per a la línia 1 i la línia 5.
La línia 1 té 64 km de longitud i 39 estacions. El seu cost s'estima en 22,08 milions de iuans i connecta el llac Xiaoshan Xiang amb els districtes de Xiasha i Linpin creuant el riu Qiantang. Es va estendre fins a l'aeroport internacional de Xiaoshan el 2020. Els trens circulen sota terra 57 km i en viaductes 7 km. L'estació de Longxiangqiao de la línia proporciona accés al llac West, el principal atractiu turístic de la ciutat.

Mapa a escala de les línies de metro de Hangzhou en ús

| Línia | Línia                     | Terminus </br> (Districte)           | Terminus </br> (Districte)                                      | Data d'obertura   | Darrer </br> extensió | Llargures </br> (en km) | Estacions | Equipament rodant | Velocitat operant (en km / h) |
| ----- | ------------------------- | ------------------------------------ | --------------------------------------------------------------- | ----------------- | --------------------- | ----------------------- | --------- | ----------------- | ----------------------------- |
|       | Línia 1                   | Xianghu </br> (Xiaoshan)             | Aeroport internacional de Xiaoshan(Xiaoshan) </br> Folre(folre) | 24 novembre, 2012 | 2020                  | 64,82                   | 39        | 6B                | 80                            |
|       | Línia 2                   | Chaoyang(Xiaoshan)                   | Liangzhu(Yuhang)                                                | 24 novembre, 2014 | 2017                  | 42,85                   | 33        | 6B                | 80                            |
|       | Línia 4                   | Pengbu(Shangcheng)                   | Puyan(Binjiang)                                                 | 2 febrer, 2015    | 2018                  | 20,85                   | 18        | 6B                | 80                            |
|       | Línia 5                   | Jinxing(Yuhang)                      | Guniangqiao(Xiaoshan)                                           | 24 juin, 2019     | 2020                  | 53,92                   | 38        | 6AH               | 80                            |
|       | Línia 6                   | Ciutat del segle Qianjiang(Xiaoshan) | Shuangpu(Xihu) </br> Carretera Guihua Oest(Fuyang)              | 30 desembre, 2020 | N / A                 | 49,47                   | 29        | 6AH               | 100                           |
|       | Línia 7                   | Centre Esportiu Olímpic(Binjiang)    | Carretera Jiangdong'er(Qiantang)                                | 30 desembre, 2020 | N / A                 | 39,62                   | 19        | 6A                | 100                           |
|       | <b id="mw_g">Línia 16</b> | Carretera Lvting(Yuhang)             | Carrer Jiuzhou(Lin'an)                                          | 23 abril, 2020    | N / A                 | 35.12                   | 12        | 4B                | 120                           |
| Total | Total                     | Total                                | Total                                                           | Total             | Total                 | 306,65                  | 168       |                   |                               |

### Material rodant
Els trens de les línies 1, 2 i 4 inclouen 6 cotxes amb una estructura d'alumini de 2,8 m que poden transportar 2 036 passatgers. L'empresa xinesa CSR (ara CRRC) Nanjing Puzhen va lliurar 48 conjunts de trens tipus 228-B per a la línia 1.
Els trens de les línies 5 i 6 consten de 6 vagons de tipus A H de 3,0 metres d'amplada que poden transportar 2.260 passatgers.
Els trens de la línia 7 consten de 6 vagons amb un tipus A de 3,0 metres d'amplada i el compartiment més llarg. Poden transportar 2.592 passatgers, un 15% més que un tren tipus A H i un 27% més que un tren tipus B.

La línia 16 utilitza trens de tipus B similars als trens de la línia 1, 2 i 4, tret que inclouen 4 cotxes.

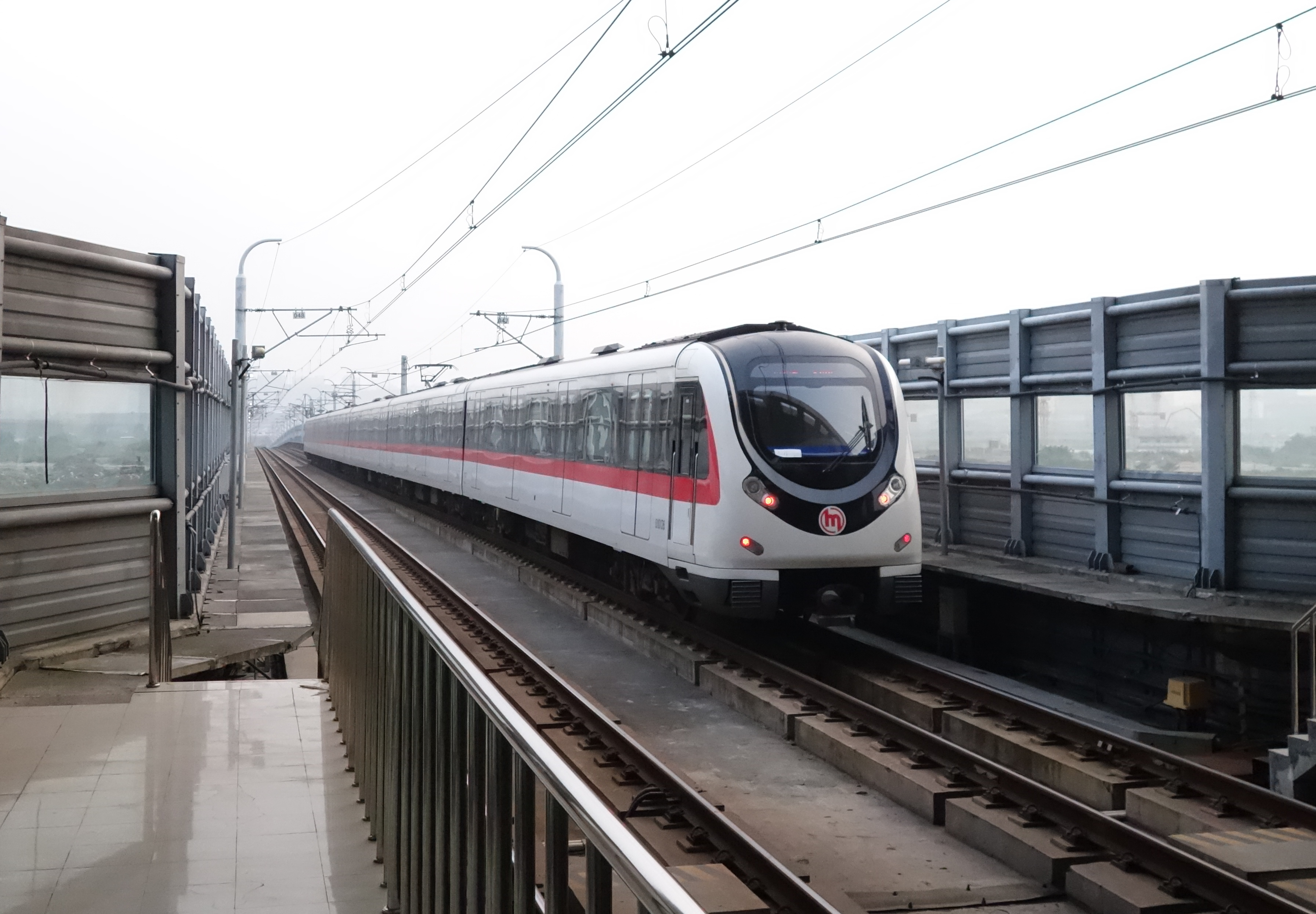
Un tren de la línia 1 (tipus B).
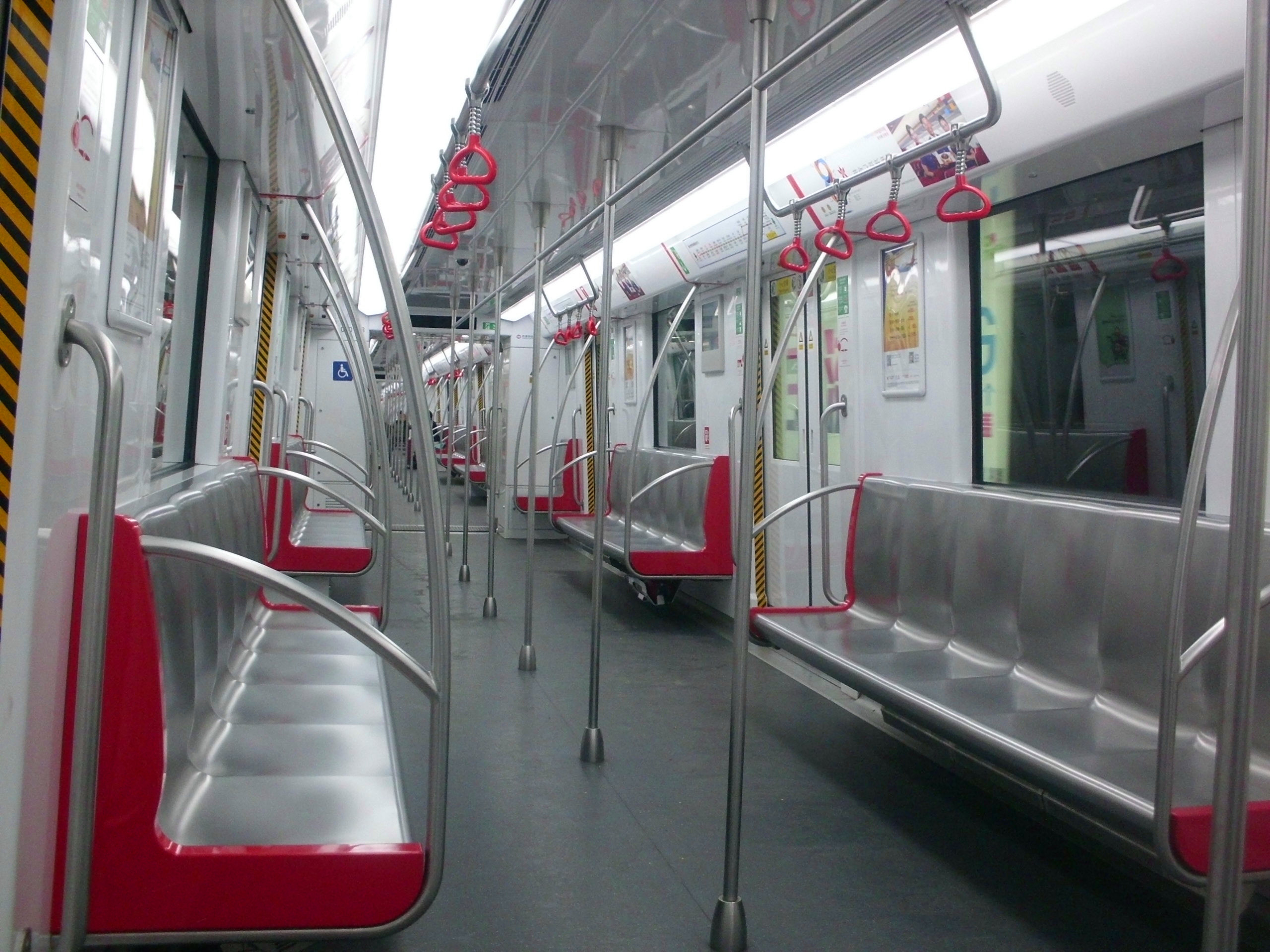
Vista interior d un tren de línia 1
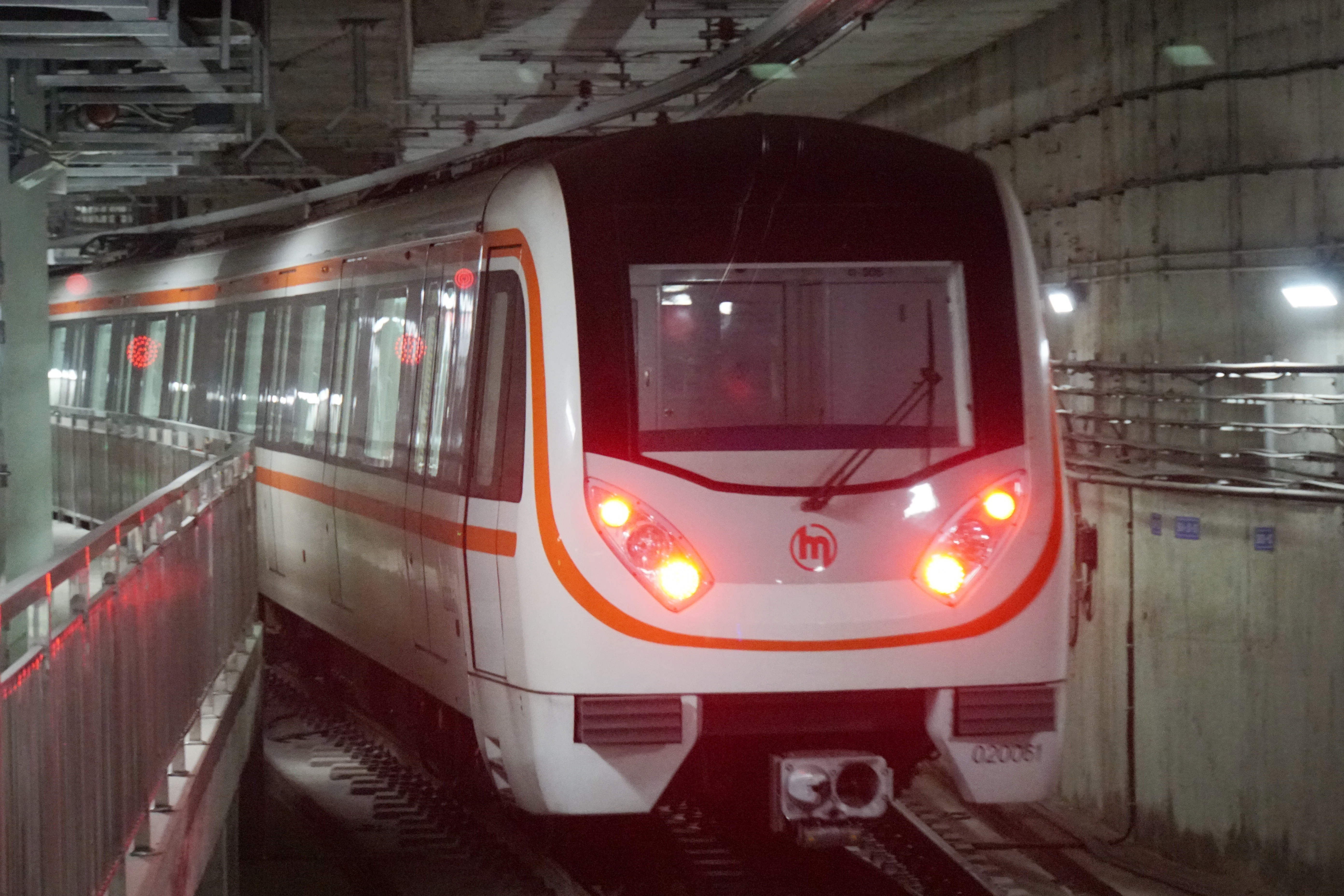
Un tren de la línia 2 (tipus B).
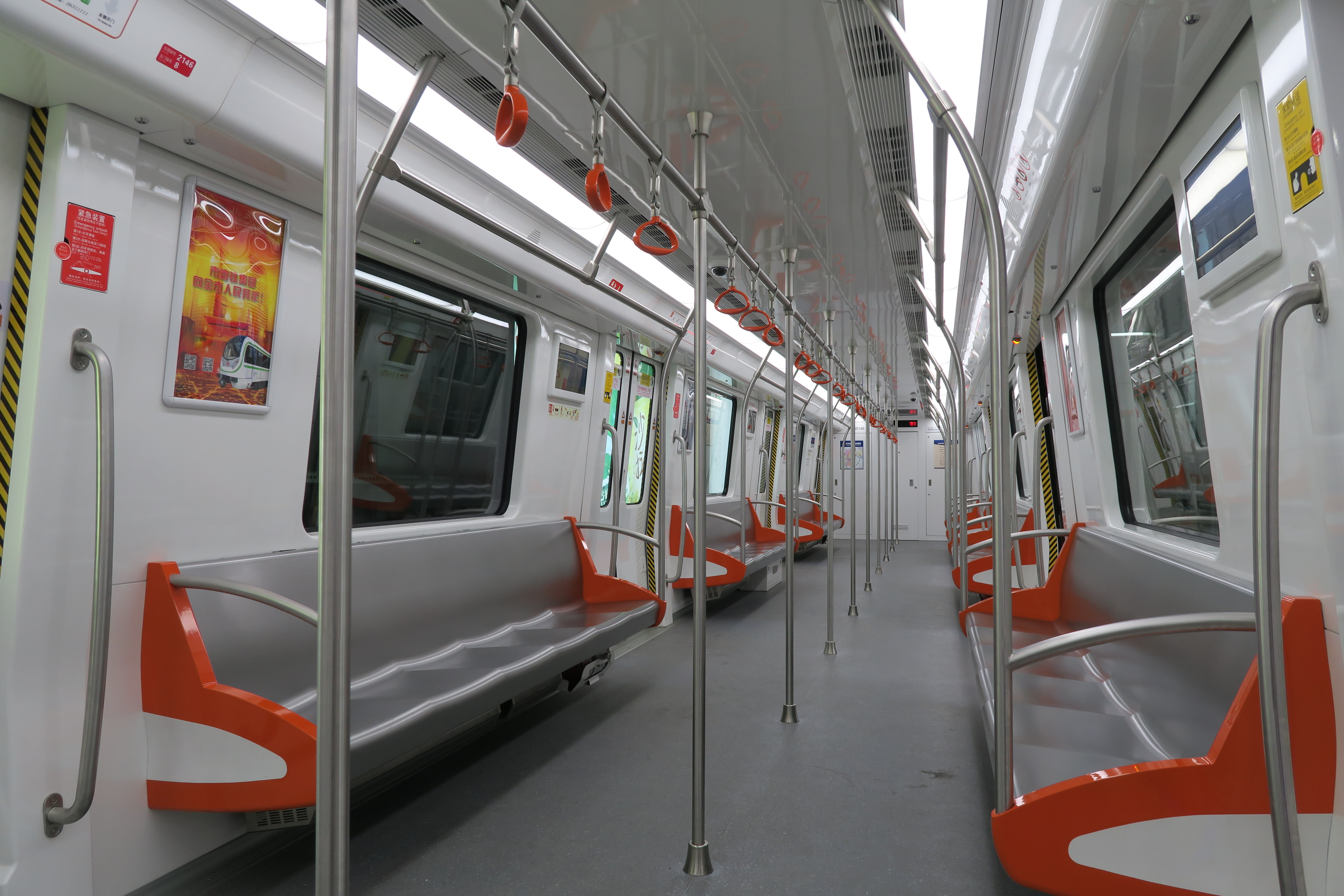
Vista interior d'un tren de línia 2
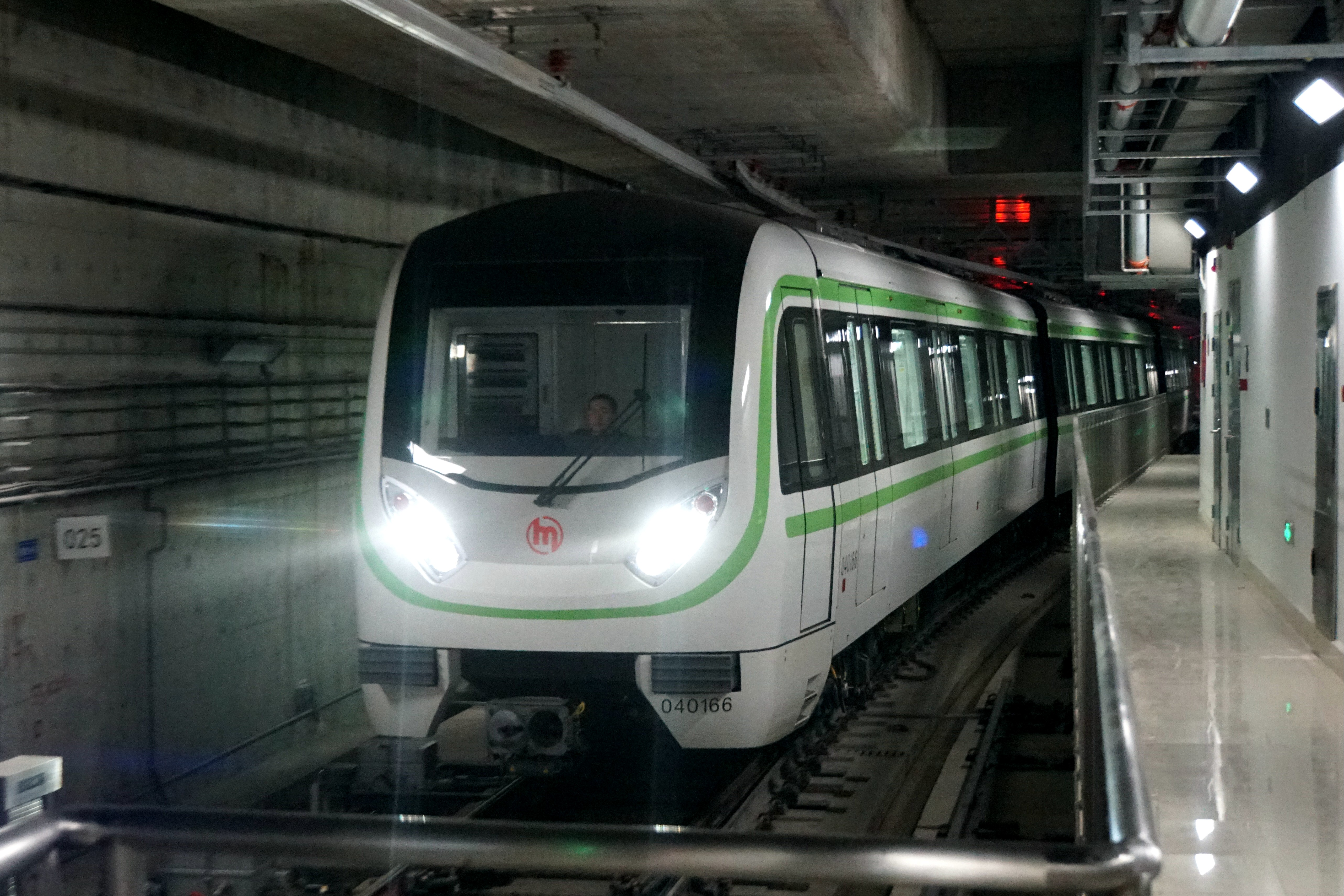
Un tren de la línia 4 (tipus B)
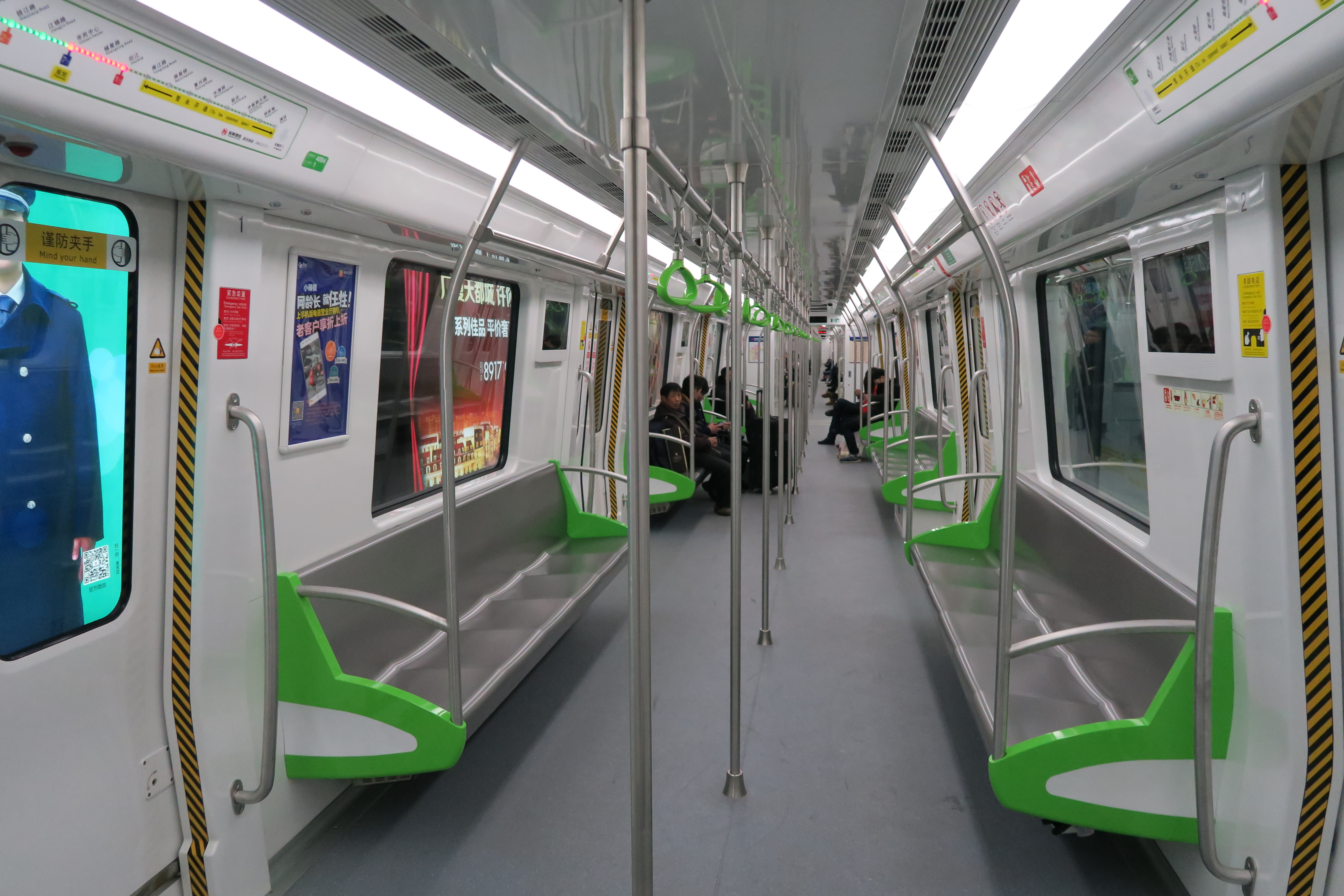
Vista interior d'un tren de la línia 4
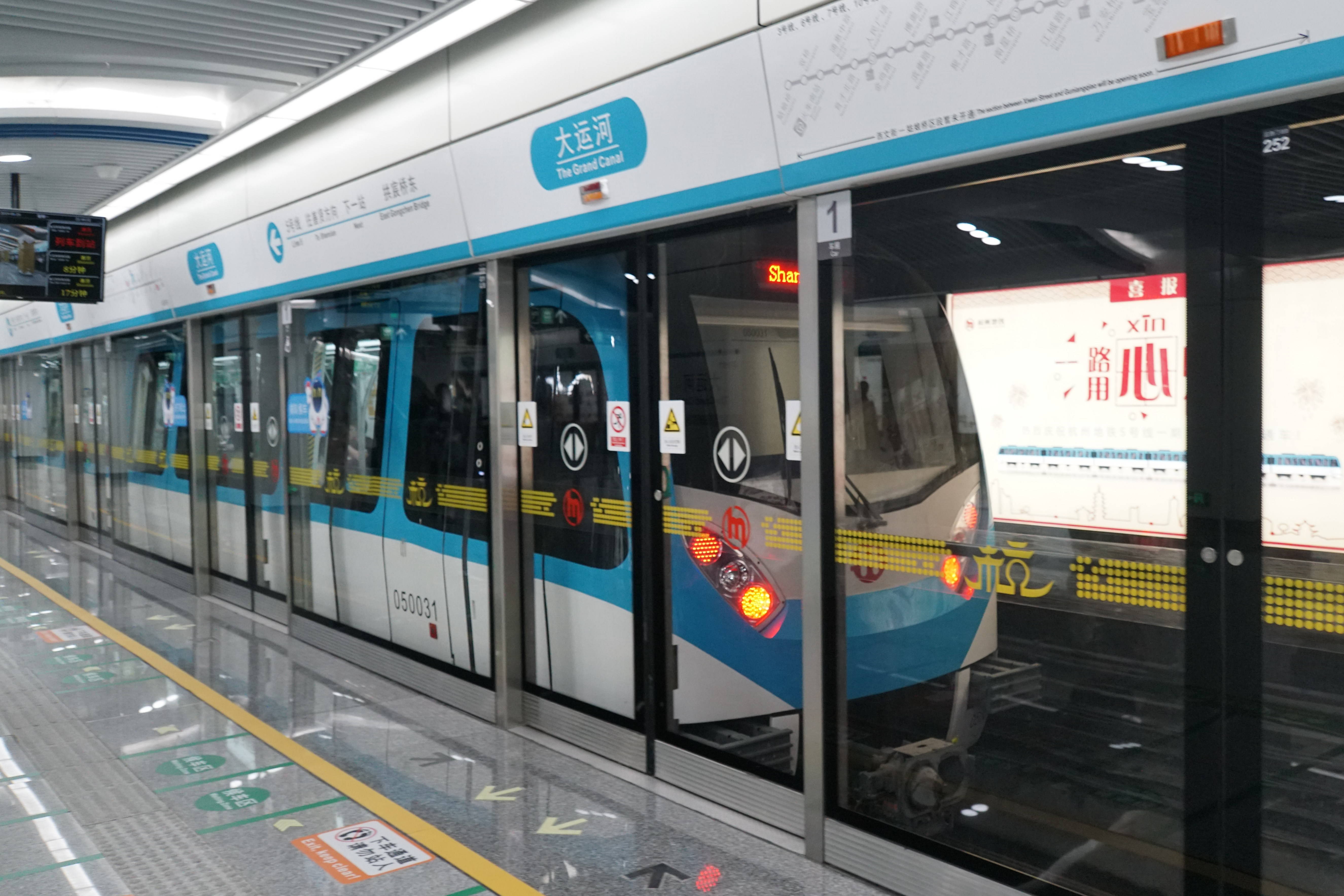
Un tren de la línia 5 (tipus A H)
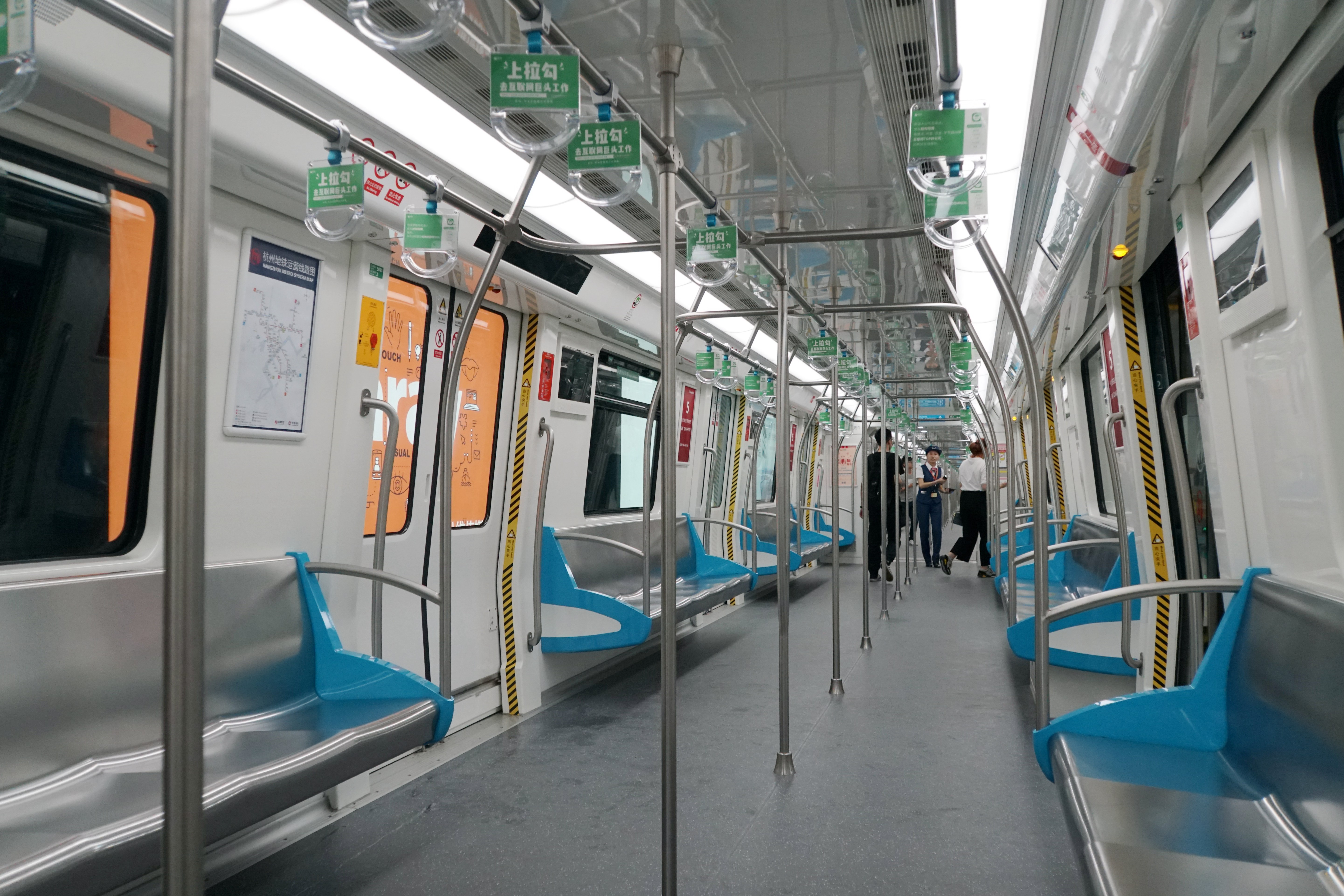
Vista interior d'un tren de la línia 5
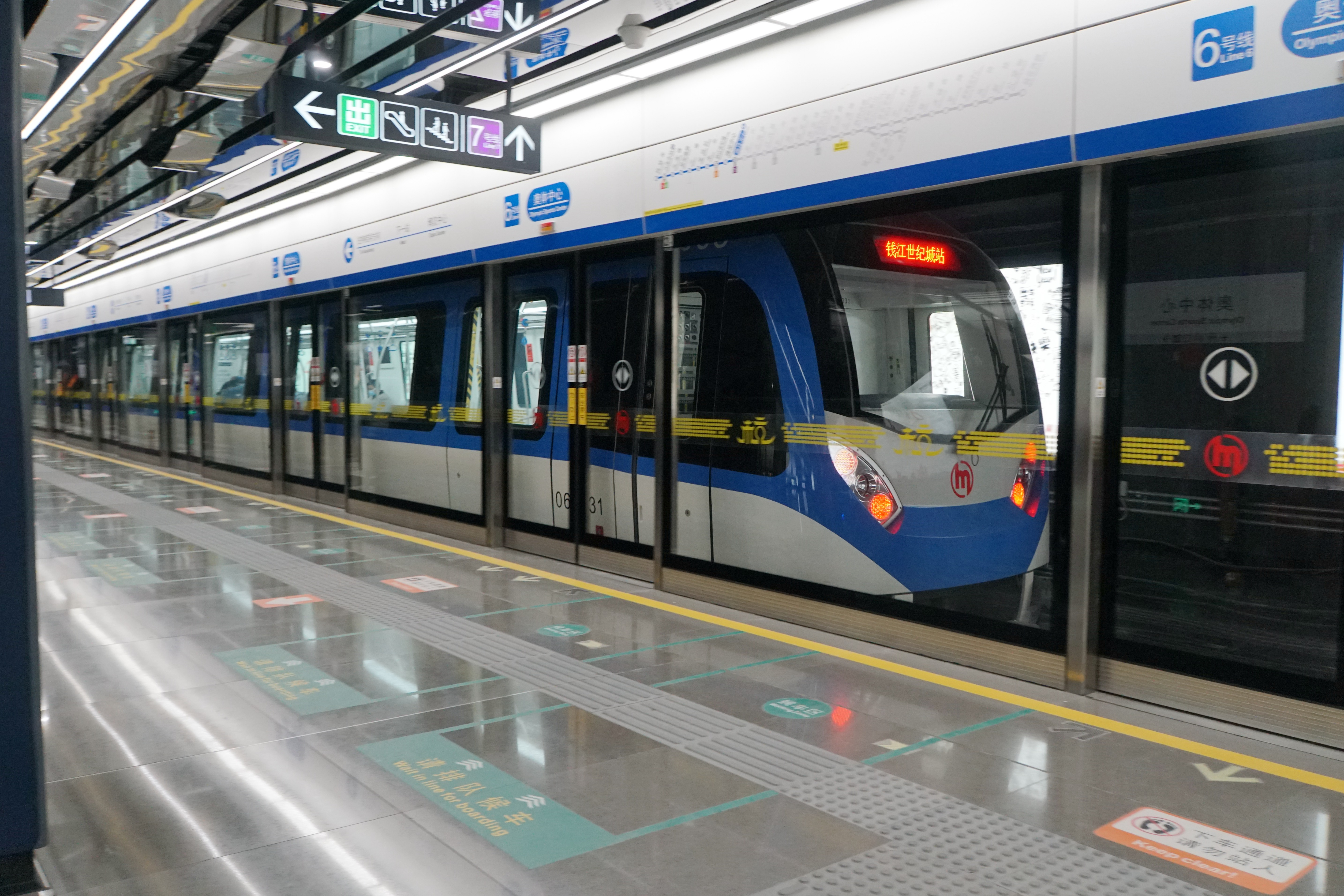
Un tren de la línia 6 (tipus A H)
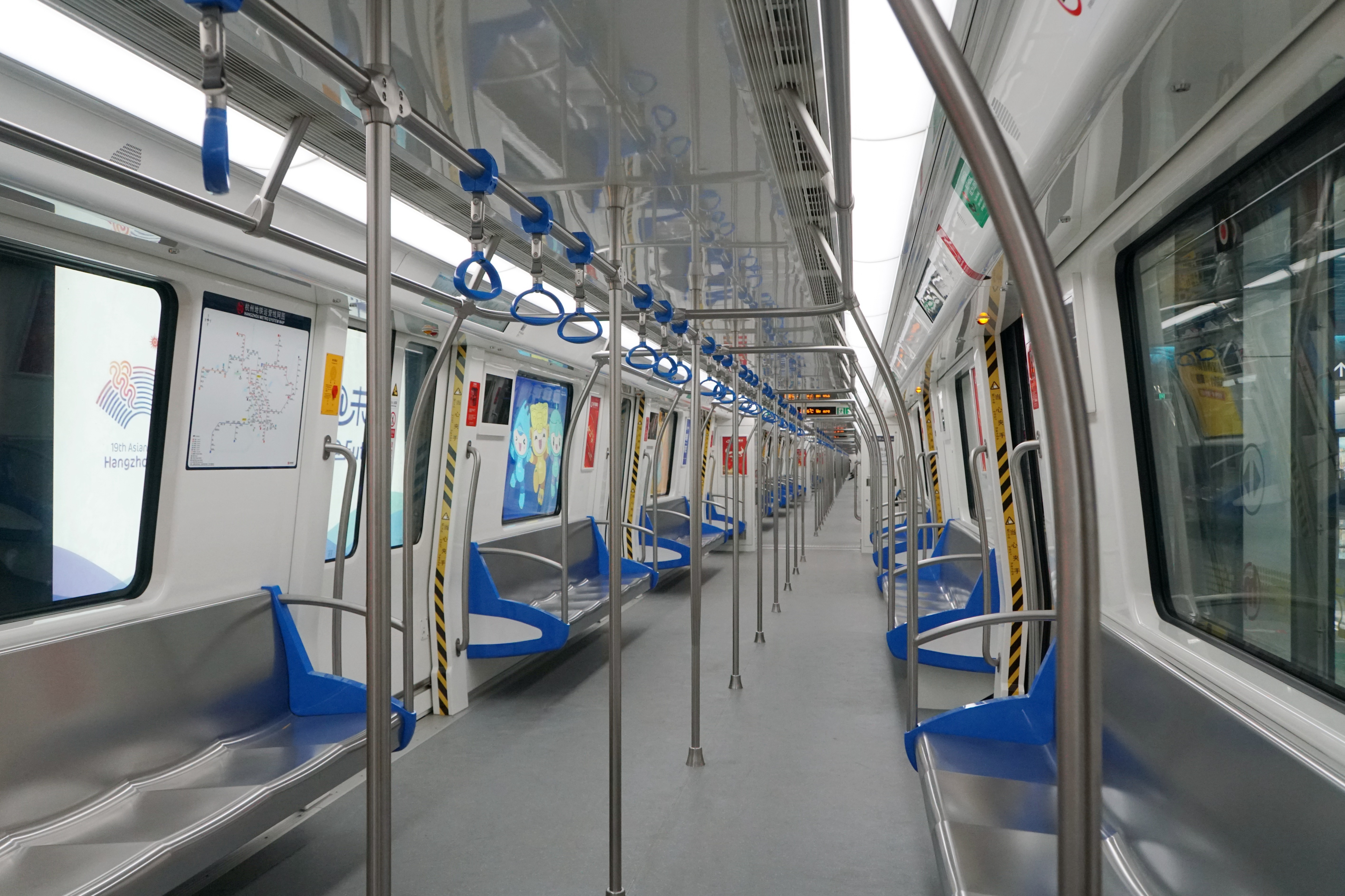
Vista interior d'un tren de la línia 6
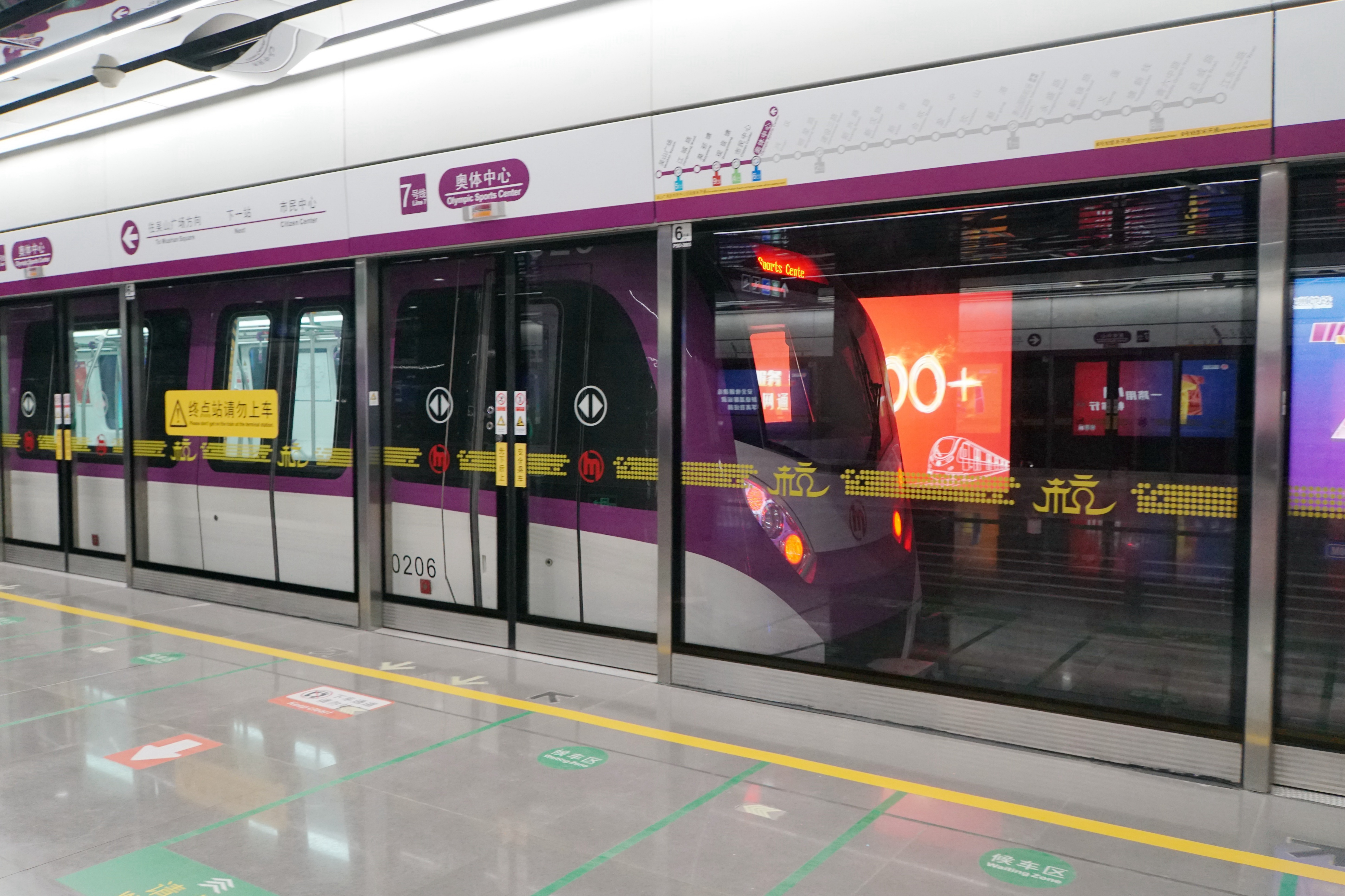
Un tren de la línia 7 (tipus A)
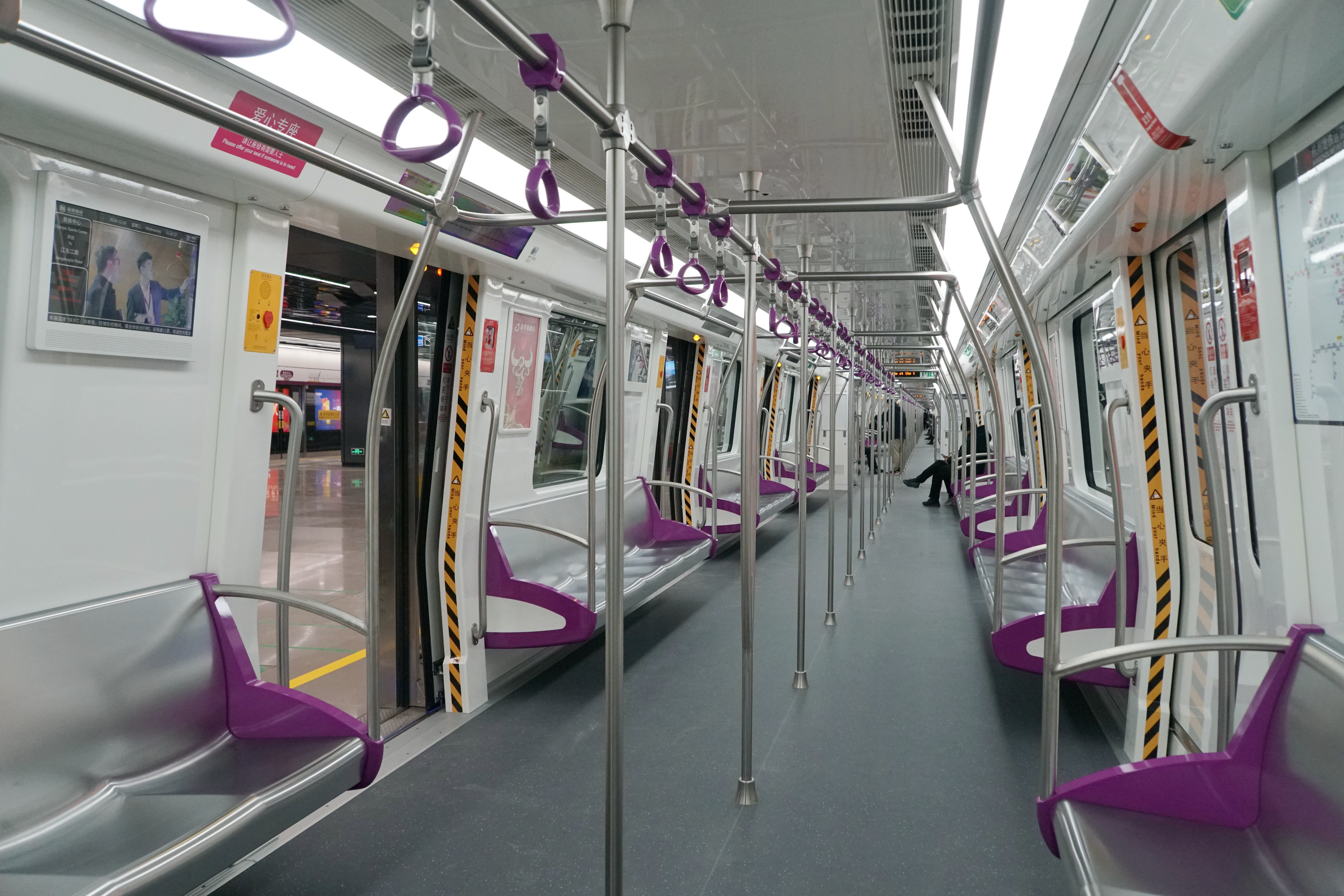
Vista interior d'un tren de la línia 7
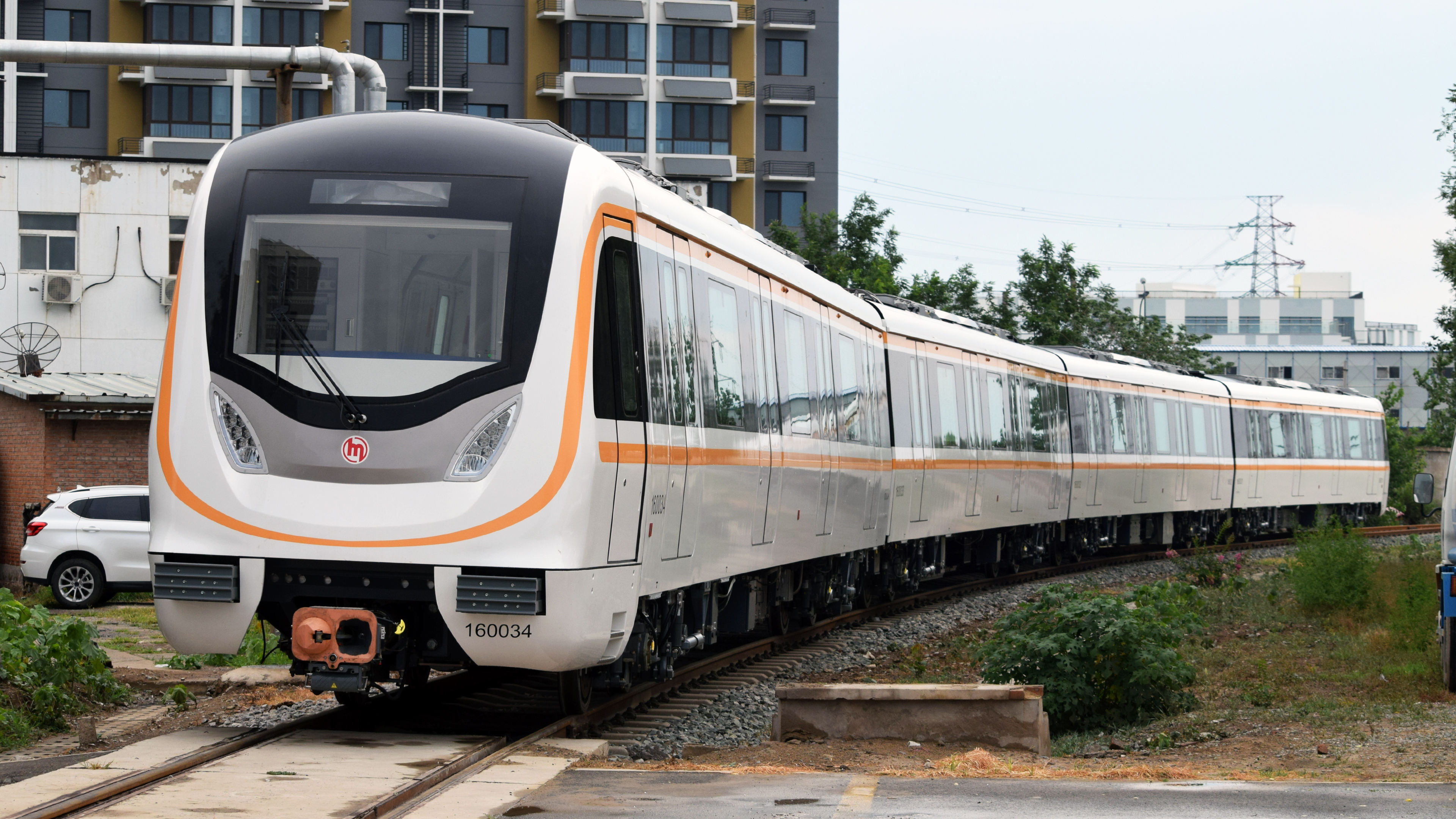
Un tren de la línia 16 (tipus B)
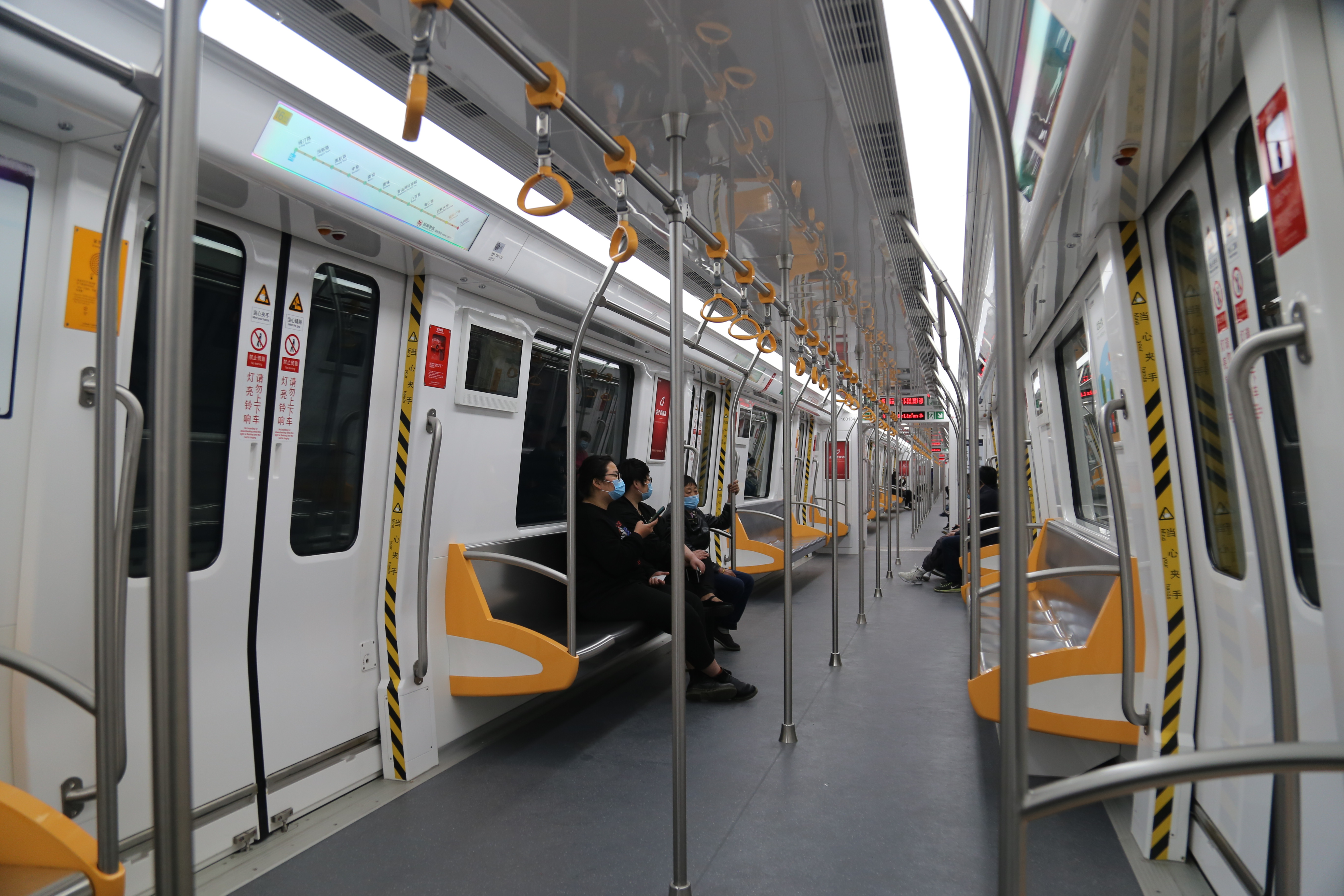
Vista interior d'un tren de la línia 16